# Protectoraat Annam
Het protectoraat Annam (Vietnamees: An Nam of Trung Kỳ, Frans: Protectorat d'Annam) was een Frans protectoraat in het midden van het huidige Vietnam. De ligging van het gebied komt ongeveer overeen met die van de huidige regio Centraal-Vietnam. De hoofdstad van het protectoraat was Huế.

## Geschiedenis
Voor de komst van de Fransen werd het gebied  vanaf 1802 bestuurd door de Nguyen-dynastie. In 1884 maakten de Fransen er een eigen protectoraat van binnen de Unie van Indochina, nadat ze de Chinees-Franse Oorlog hadden gewonnen hadden waardoor de Chinezen de controle op de regio kwijtraakten. In 1945 was het gebied kortstondig onderdeel van het Keizerrijk Vietnam en in 1949 ging het op in de Staat Vietnam.

## Zie ook

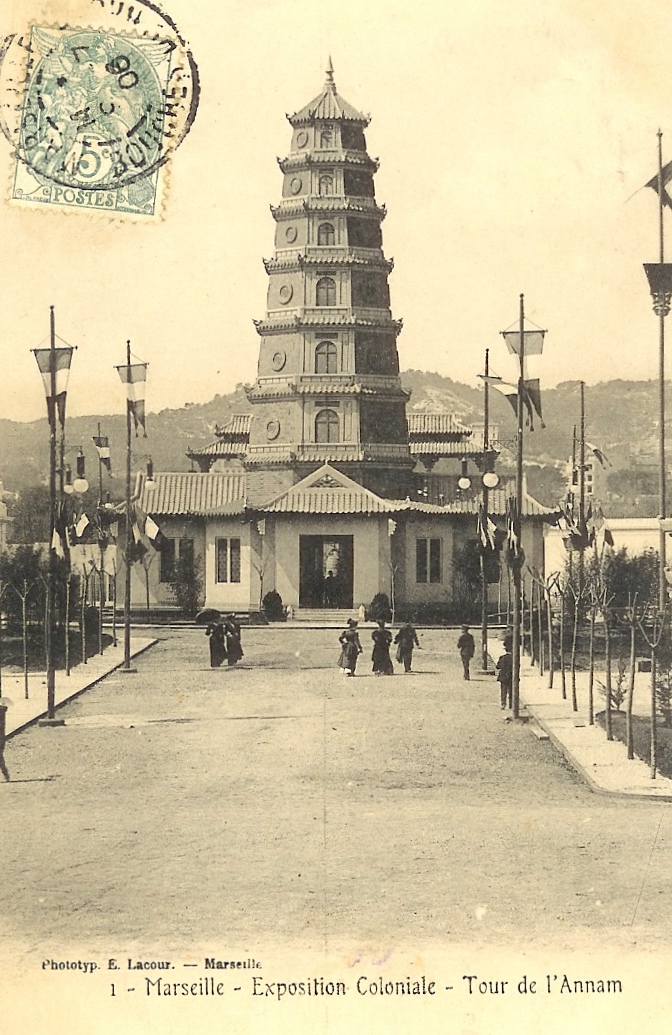
Annam-toren (replica 1906)